# HGe 4/4 II
| HGe 4/4II                      | HGe 4/4II                                      | HGe 4/4II                                      |
| ------------------------------ | ---------------------------------------------- | ---------------------------------------------- |
| FO HGE 4/4 105                 |                                                |                                                |
| Nummerierung                   | SBB/zb 101 961–968                             | SBB/FO 1951–1952, FO 101–103, 106–108 BVZ 1–5  |
| Anzahl                         | 8                                              | 13                                             |
| Hersteller                     | BBC, ABB SLM Winterthur                        | BBC, ABB SLM Winterthur                        |
| Indienststellung               | 1986, 1989–1990                                | 1986, 1989–1990                                |
| Ausrangierung                  |                                                | 2023                                           |
| Achsformel                     | Bozz' Bozz'                                    | Bozz' Bozz'                                    |
| Dienstmasse                    | 63 t                                           | 64 t                                           |
| Achslast                       | 16 t                                           | 16 t                                           |
| Länge über Puffer              | 14'800 mm                                      | 14'776 mm                                      |
| Spurweite                      | 1000 mm                                        | 1000 mm                                        |
| Höchstgeschwindigkeit Adhäsion | 100 km/h                                       | 90 km/h                                        |
| Höchstgeschwindigkeit Zahnrad  | 40 km/h                                        | 35 km/h                                        |
| Stromsystem                    | 15 kV, 16,7 Hz                                 | 11 kV, 16,7 Hz                                 |
| Anzahl der Motoren             | 4                                              | 4                                              |
| Antrieb                        | Gelenkwelle                                    | Gelenkwelle                                    |
| Antrieb Zahnrad                | Differentialantrieb                            | Differentialantrieb                            |
| Zahnradsystem                  | Riggenbach                                     | Abt zweilamellig                               |
| Stundenleistung                | 1932 kW/ 2800 kW nach Refit MGB 101-109        | 1932 kW/ 2800 kW nach Refit MGB 101-109        |
| Leistungskennziffer            | 23,24 kW/t                                     | 23,24 kW/t                                     |
| Dauerleistung                  | 1875 kW                                        | 1875 kW                                        |
| Anfahrzugkraft                 | 230 kN (Adhäsion), 280 kN (Zahnrad)            | 230 kN (Adhäsion), 280 kN (Zahnrad)            |
| Anzahl Bremssysteme            | 4                                              | 4                                              |
| Bremsen                        | Rekuperation, Klotz, Federspeicher, Bandbremse | Rekuperation, Klotz, Federspeicher, Bandbremse |
| Anhängelast                    | 170 t (120 ‰)                                  | 130 t (125 ‰)                                  |

Die HGe 4/4II ist eine schmalspurige gemischte Zahnrad- und Adhäsionslokomotive. Eine erste Serie von fünf Lokomotiven wurde gemeinsam von der Furka-Oberalp-Bahn (FO) sowie von den SBB für die Brüniglinie, die heute zur Zentralbahn (zb) gehört, beschafft. Da sich dieser Lokomotivtyp bewährte, wurden weitere elf Lokomotiven bestellt und schliesslich gab auch noch die Brig-Visp-Zermatt-Bahn (BVZ) fünf Loks in Auftrag.
Die HGe 4/4II bespannt vor allem schwere Personenzüge, zum Teil im Pendelzugbetrieb. Bei der Zentralbahn bespannte sie bis 2012 alle Schnellzüge von Meiringen nach Luzern, bei der Matterhorn-Gotthard-Bahn die Züge des Glacier-Express. Weiter führen die Loks Pendelzüge Brig–Visp–Zermatt und seit der Eröffnung des Tunnels nach Engelberg Pendelzüge Luzern–Engelberg. Ausserdem werden seit 2015 Autopendelzüge durch den Furkatunnel geführt. Schliesslich gehören neben weiteren Personenzügen auch diverse Güterzüge Visp–Zermatt sowie bis 2013 Disentis–Sedrun (NEAT-Baustelle) zum Aufgabengebiet.

## Prototypen (5 Stück)
Da schon bei der Bestellung klar war, dass die beiden SBB-Maschinen bei Lieferung der Serienmaschinen zur FO wechseln würden, die drei Lokomotiven direkt erhielt, wurden die Loks soweit möglich nach den Erfordernissen der FO gebaut. Beim Wechsel zur FO wurden der Transformator und die beiden Drehgestelle gewechselt und bei den letzten beiden Serienmaschinen eingebaut. Bei der FO ist die Lokomotive durch die andere Kupplungsaufnahme, die einen einfachen Wechsel zwischen verschiedenen Kupplungstypen erlaubt, etwas kürzer. Die fünf Prototypen wurden nachträglich an die Serienausführung der BVZ/FO angepasst, sodass alle Hauptkomponenten und die Bedienung identisch sind und ein freizügiger Einsatz bei der heutigen MGB möglich ist.

### Mechanischer Teil
Der Lokomotivkasten ist ein Stahlblechkasten mit gesickten Seitenwänden. Die asymmetrische Frontscheibe aus beheizbarem Verbundglas verbessert die Sicht für den Lokomotivführer. Die drei Dachelemente sind aus Aluminium. Die Pufferkräfte werden über Verstrebungen auf den ganzen Kasten übertragen, weshalb auf seitliche Maschinenraumöffnungen verzichtet werden musste. Der gesamte Kasten hat ein Gesamtgewicht von nur 5,9 Tonnen. Er kann ohne bleibende Deformation eine zentrale Druckkraft von 1000 kN aufnehmen.

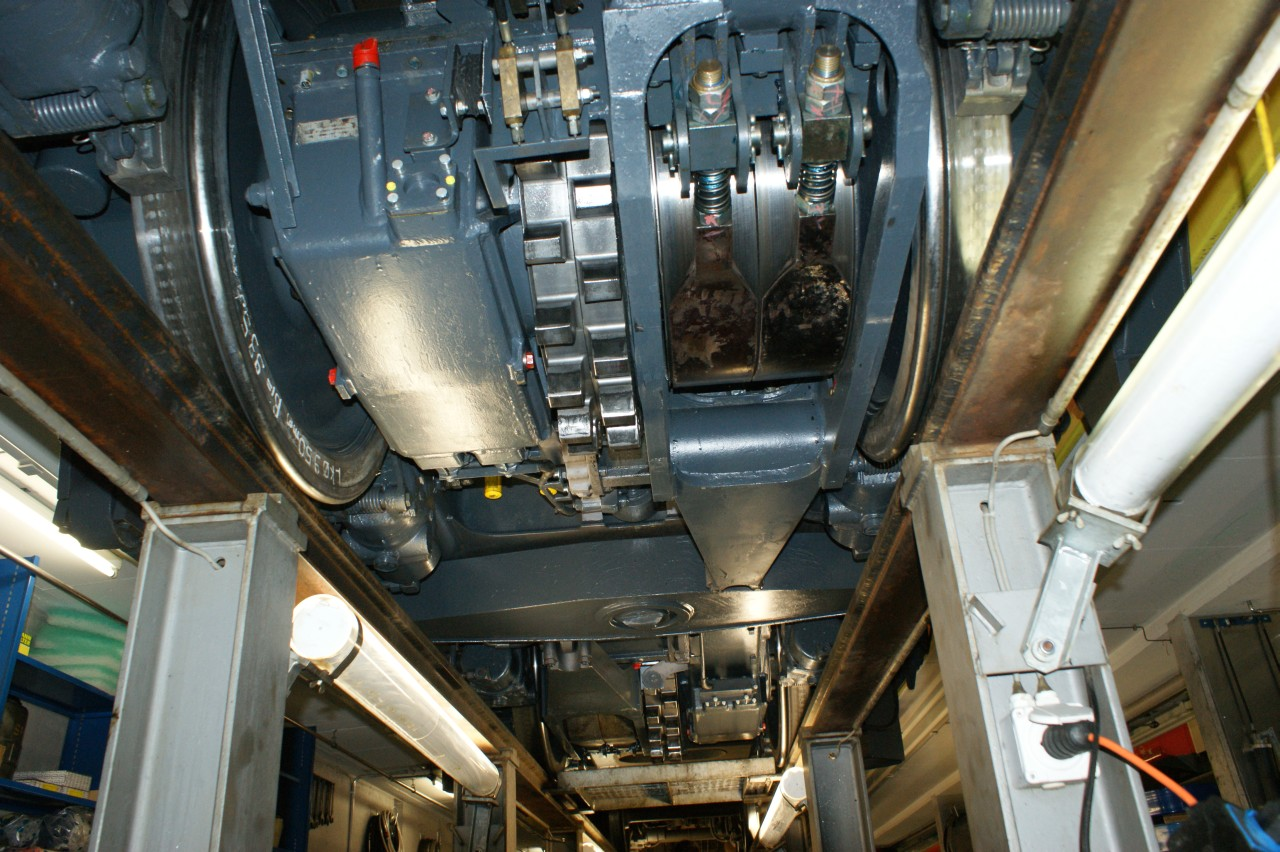
Drehgestell der HGe ^{4}/_{4}^{II} 104 von unten. Links vom Triebzahnrad der Getriebekasten, rechts die Bandbremsen

Die Drehgestelle sind als geschweisste Hohlträgerkonstruktion mit zwei Längsträgern und einem kräftigen mittleren Querträger sowie zwei Kopftraversen ausgeführt. Sie haben einen Achsstand von 2980 mm, und die Flexicoilfedern stützen den Kasten auf die seitlich an die Längsträger angeschweissten Federwannen. Die Zug- und Druckkräfte werden durch seitlich angeordnete Stangen mit Sphärolastiklagern übertragen. Wegen des kurzen Achsstands sind die Fahrmotoren oberhalb des Drehgestellrahmens angebracht.
Für den Antrieb wurde erstmals der Differentialantrieb eingebaut, der es ermöglicht, im Zahnstangenbetrieb auch einen Anteil der Zugkraft über den Adhäsionsantrieb aufzubringen. Dies setzt wiederum eine Schlupfbegrenzung im Differentialgetriebe voraus, um ein Schleudern oder Gleiten der Räder zu verhindern. Da die zweilamellige Abtzahnstange (System Abt) der FO nicht die gesamte Zugkraft aufnehmen kann, ist die Mithilfe des Adhäsionsantriebs notwendig; dieser übernimmt einen Drittel der Zugkraft. Hätte sich der Antrieb nicht bewährt, wäre es zumindest bei den Maschinen der Brünigbahn mit Riggenbachzahnstange möglich gewesen, ihn in einen abkuppelbaren Adhäsionsantrieb umzubauen. Dies war aber nicht notwendig, da das Differentialgetriebe zur vollen Zufriedenheit funktionierte.

### Elektrischer Teil
Die Lokomotiven bauen auf der Stromrichtertechnik mit Phasenanschnittsteuerung auf, wie sie auch bei der Re 4/4IV und dem RBDe 4/4 der SBB zur Anwendung kam. Die Loks sind mit einer Rekuperationsbremse ausgerüstet, die in den wesentlichen Merkmalen vom NPZ übernommen wurde. Die Hilfsbetriebe werden von einem statischen Hilfsbetriebe-Umrichter mit 120 kVA Ausgangsleistung über ein Drehstromnetz versorgt. Die Lokomotive hat eine Parkstellung zum Remisieren.
Von 2018 bis 2022 modernisierte das Industriewerk Bellinzona neun der dreizehn HGe 4/4II der MGB für 35,4 Millionen Franken. Die Phasenanschnittsteuerung wurde dabei durch einen Drehstromantrieb mit modernen IGBT-Umrichtern und Asynchronmotoren ersetzt, damit verbunden erhielten die Maschinen einen neuen Haupttransformator. Zudem erhielten die Maschinen eine neue Leittechnik, eine neue Zugsicherung, Brandmeldeanlagen, Anpassungen im Führerstand und eine Kastensanierung. Die MGB trug damit dem Umstand Rechnung, dass sich im Verlaufe der Einsatzzeit der HGe 4/4II die elektrischen Komponenten stärker verbilligt hatten als die mechanischen. Die Modernisierung stellt den Einsatz der Lokomotiven für weitere 25 Jahre sicher.

### Pneumatischer Teil
Hier unterscheiden sich die verschiedenen Maschinen am meisten, da die Brünigbahn eine (vom Standard abweichende) Druckluftbremse mit einem Hauptluftleitungsdruck von vier Bar verwendet, die MGB jedoch eine mit fünf Bar Hauptluftleitungsdruck sowie eine Vakuumbremse. Die  Luftsteuerung konnte trotzdem mit den Standardelementen auf zwei Pneumatiktafeln installiert werden. Hingegen ist die Luftbereitstellung unterschiedlich und teilweise für das Mehrgewicht der MGB-Fahrzeuge verantwortlich.

### Bremssysteme
Mit der elektrischen Rekuperationsbremse ist eine gleichmässige Beharrungsbremsung bei der Talfahrt möglich. Sie funktioniert allerdings nur bei anliegender Fahrdrahtspannung.
Daneben ist eine übliche selbsttätige Druckluftbremse eingebaut, welche auch als Bremssystem I bezeichnet und im Regelbetrieb zum Halten des Zuges verwendet wird. Die mechanische Adhäsionsbremse der Lokomotive ist eine auf alle Radsätze wirkende Klotzbremse.
Weiterhin ist noch das Bremssystem II installiert, welches für Zahnradbahnen vorgeschrieben ist und es ermöglichen soll, den Zug nur mit Hilfe der Lokomotive im Zahnstangenabschnitt zum Halten zu bringen, wenn das erste Bremssystem ausfallen sollte. Dieses ist als federspeichergestützte Bandbremse ausgelegt und wirkt direkt auf die Triebzahnräder. Die beim Wirksamwerden dieser Bremse auftretenden Kräfte begrenzen die zulässige Zugmasse insbesondere bei Talfahrten.
Schliesslich ist eine direkt wirkende Rangierbremse vorhanden, die sich der Bremsklötze des Bremssystems I bedient.
Die Feststellbremse ist eine Federspeicherbremse.

## Serienausführung (16 Stück)
Die Serienmaschinen der Brünigbahn unterscheiden sich optisch vor allem durch den schwarzen Rahmen um die Frontfenster (auch «Brille» genannt) und den seitlich weggelassenen Kasteneinzug (gerade Unterkante) von den Prototypen. Die restlichen Änderungen sind nur bei genauer Betrachtung ersichtlich. So wurden ein zusätzlicher Aufstiegstritt und eine horizontale Haltestange an der Türe angebracht. Elektrisch unterscheiden sie sich von den Prototypen nur in kleinen Veränderungen wie anders angeordneter Vielfachsteuerung usw., das Gesamtkonzept konnte beibehalten werden. Ebenso wurde eine Umschaltung der Vielfachsteuerung bei den SBB-Maschinen eingerichtet, damit von der Schneeschleuder Xrotm 51 eine Fernsteuerung möglich ist.
Da sich dieser Lokomotivtyp bewährte, bestellten auch die BVZ fünf und die FO nochmals drei fast baugleiche Maschinen. Sie entsprechen weitgehend den Serienmaschinen der SBB, unterscheiden sich aber im Brems- und Zahnradsystem sowie der Primärspannung des Transformators. Damit besass die nun fusionierte Matterhorn-Gotthard-Bahn insgesamt 13 HGe 4/4II.
Die FO-Lokomotiven besitzen eine Vielfachsteuerung, die mit den Ge 4/4III kompatibel ist, damit sie auch im Autozugverkehr durch den Furkabasistunnel eingesetzt werden können. Hingegen wurden die BVZ-Loks so eingerichtet, dass sie im Personenverkehr mit früher beschafften Steuerwagen eingesetzt werden können. Die Steckdosen für die Vielfachsteuerung der FO- und der BVZ-Ausführung sind verschieden.

## Modernisierung
Bereits im Jahr 2015 plante die MGB ein Refit für ihre 13 Maschinen plus eine weitere, die sie von der Zentralbahn übernehmen wollte. Vorgesehen war u. a. der Ersatz der Transformatoren, der kompletten Leittechnik sowie eine Kastensanierung. Ein entsprechender Liefervertrag wurde im Juli 2015 ausgeschrieben. Im September 2016 wurde die Ausschreibung abgebrochen. Als Grund dafür wurde ein Unfall im Juni 2016 angegeben, bei dem bei einem SIG-Wagen während der Fahrt von Zermatt nach Visp der Wagenübergang samt Frontwand abgerissen wurde. Dies war der Auslöser dafür, die Flottenstrategie zu überdenken. Anfang Dezember 2017 wurde ein weiteres Mal das Refit ausgeschrieben, dieses Mal aber nur noch für neun der 13 Lokomotiven. Dies soll alle ex-FO Lokomotiven 101 bis 108 sowie eine ehemalige BVZ-Maschine betreffen. Im Herbst 2018 wurde bekannt, dass die Revisionen im SBB-Werk Bellinzona ausgeführt werden sollen und sich über einen Zeitraum von vier Jahren erstrecken. Damit sollen die Lokomotiven für weitere 25 Jahre im Betrieb bleiben. Beim Umbau soll moderne IGBT-Technik und neue Asynchronmotoren zum Einsatz kommen. Der gesamte Wert des Auftrags soll 35,4 Millionen Franken betragen.
Als erste Lok wurde die HGe 4/4II 106 im Oktober 2018 auf der Strasse nach Bellinzona überführt. Als Umbau-Prototyp blieb sie bis Ende Mai 2021 dort. Als zweite Lok wurde die bei der Streifkollision im Juli 2020 in Oberwald beschädigte Nummer 105 nach Bellinzona gebracht. Der Rücktransport der Lok 106 erfolgte in zwei Teilen, zunächst wurden die Drehgestelle nach Brig gebracht, eine Woche später am 31. Mai und 1. Juni 2021 folgte der Lokomotivkasten. In der Werkstätte Glisergrund wurde dieser dann wieder auf die Drehgestelle gesetzt und die Inbetriebsetzung konnte beginnen.
Anfang 2023 stand die Modernisierung kurz vor dem Abschluss. Die ex-FO Lok 102 ging als letzte Maschine der Serie 101–108 nach Bellinzona. Danach soll die ex-BVZ Lok 1 als letzte Lok modernisiert werden und mit der Nummer 109 zurückkehren. Die Nummern 3 bis 5 sollen bis zirka 2030 ohne Refit weiterbetrieben werden, währenddessen die Nummer 2 in einem schlechten Zustand ist und als Ersatzteilspender dienen soll. Am 18. Oktober 2023 kehrte mit der Nummer 109 die letzte Lok aus dem Refit zurück, womit das fünf Jahre dauernde Projekt abgeschlossen werden konnte. Die Nummer 2 wurde nach Entnahme von Ersatzteilen am 29. November 2023 zum Abbruch abtransportiert.

## Namensgebung
| Gesellschaft | Nummer    | Inbetrieb- nahme | Fabriknummer | Name                               | Bemerkungen          |
| ------------ | --------- | ---------------- | ------------ | ---------------------------------- | -------------------- |
| SBB          | 1951      | 1985             | SLM 5282     | (ohne)                             | Prototyp, an FO *)   |
| SBB          | 1952      | 1985             | SLM 5283     | (ohne)                             | Prototyp, an FO *)   |
| SBB / zb     | 101 961-1 | 1989             | SLM 5395     | Horw                               |                      |
| SBB / zb     | 101 962-9 | 1989             | SLM 5396     | Hergiswil                          |                      |
| SBB / zb     | 101 963-7 | 1989             | SLM 5397     | Alpnach                            |                      |
| SBB / zb     | 101 964-5 | 1990             | SLM 5398     | Sachseln                           |                      |
| SBB / zb     | 101 965-2 | 1990             | SLM 5399     | Lungern                            | 20 Jahre Zentralbahn |
| SBB / zb     | 101 966-0 | 1990             | SLM 5400     | Brünig-Hasliberg                   |                      |
| SBB / zb     | 101 967-8 | 1990             | SLM 5401     | Brienz                             | *) ZB Mitarbeiterlok |
| SBB / zb     | 101 968-6 | 1990             | SLM 5402     | Ringgenberg                        | *)                   |
| FO / MGB     | 101       | 1986             | SLM 5284     | Ville de Sion / Sitten             | Prototyp             |
| FO / MGB     | 102       | 1986             | SLM 5285     | Altdorf                            | Prototyp             |
| FO / MGB     | 103       | 1986             | SLM 5292     | Chur / Marcau da Cuera             | Prototyp             |
| FO / MGB     | 104       | 1985/90          | SLM 5282     | Furka                              | ehm. SBB 1951 *)     |
| FO / MGB     | 105       | 1985/90          | SLM 5283     | Oberalp / Alp Su                   | ehm. SBB 1952 *)     |
| FO / MGB     | 106       | 1990             | SLM 5392     | St. Gotthard / S. Gottardo         |                      |
| FO / MGB     | 107       | 1990             | SLM 5393     | Grimsel                            |                      |
| FO / MGB     | 108       | 1990             | SLM 5394     | Channel Tunnel ex Nufenen / Novena |                      |
| BVZ / MGB    | 1 → 109   | 1990             | SLM 5419     | Matterhorn                         |                      |
| BVZ / MGB    | 2         | 1990             | SLM 5420     | Monte Rosa                         | Abbruch Ende 2023    |
| BVZ / MGB    | 3         | 1990             | SLM 5421     | Dom                                |                      |
| BVZ / MGB    | 4         | 1990             | SLM 5422     | Täschhorn                          |                      |
| BVZ / MGB    | 5         | 1990             | SLM 5423     | Mount Fuji ex Dent Blanche         |                      |

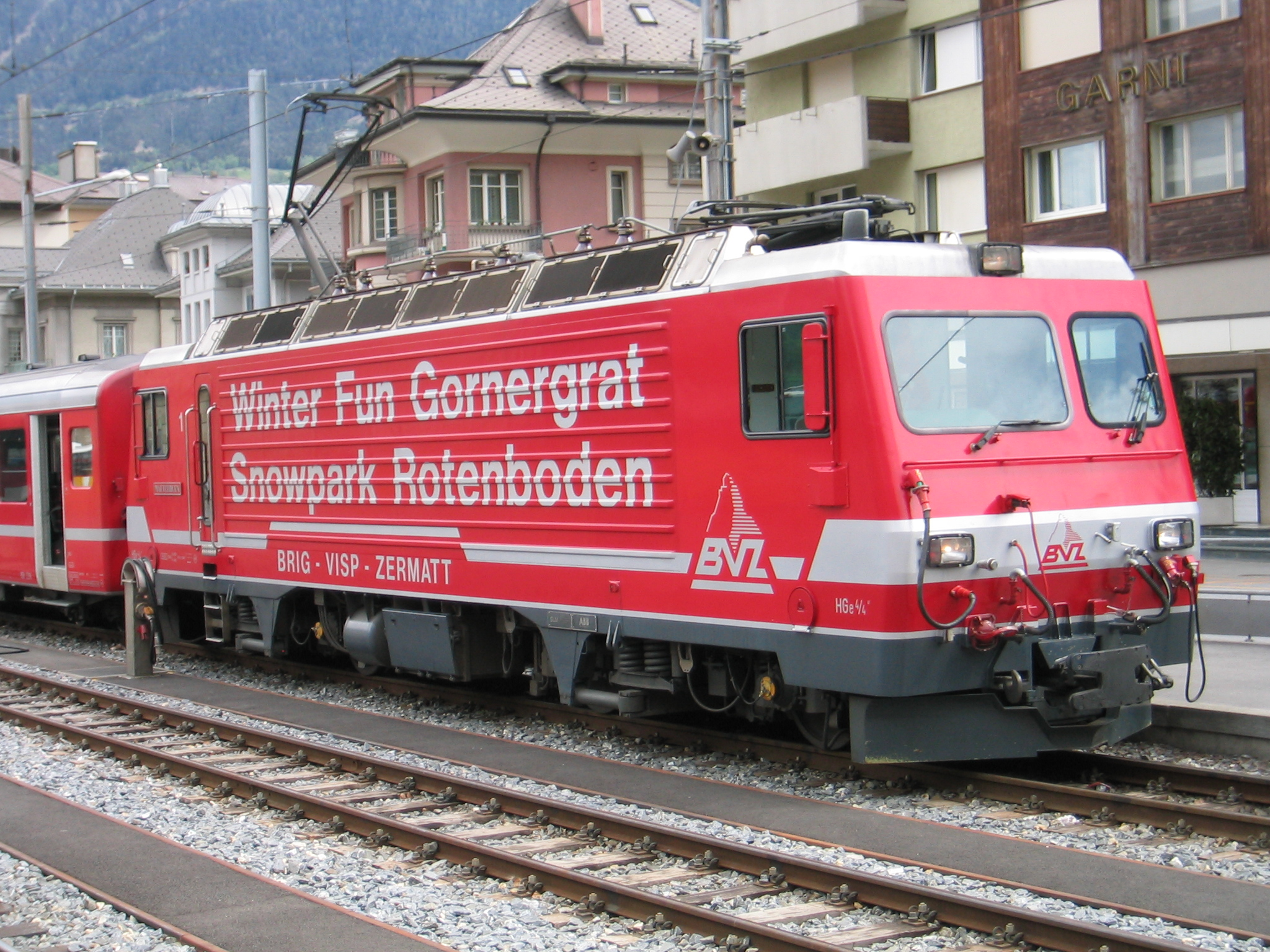
BVZ 1 Matterhorn

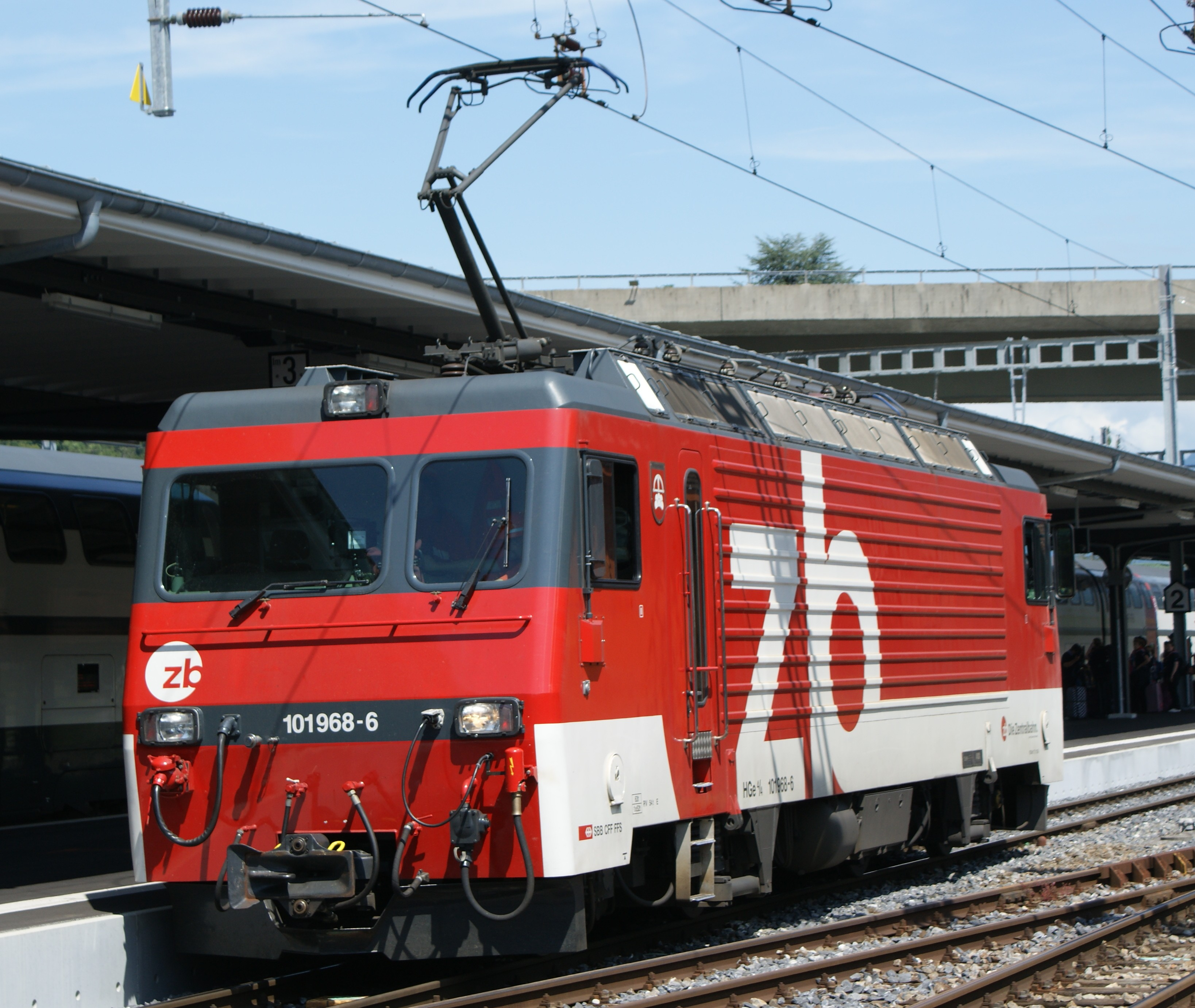
zb 101 968 in Interlaken Ost

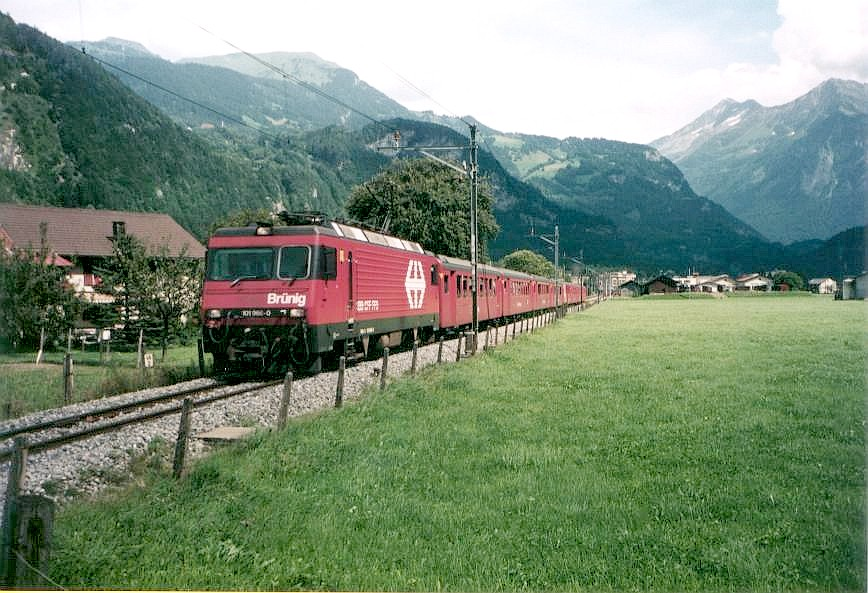
SBB 101 966-0
(jetzt zb gleiche Nummer)

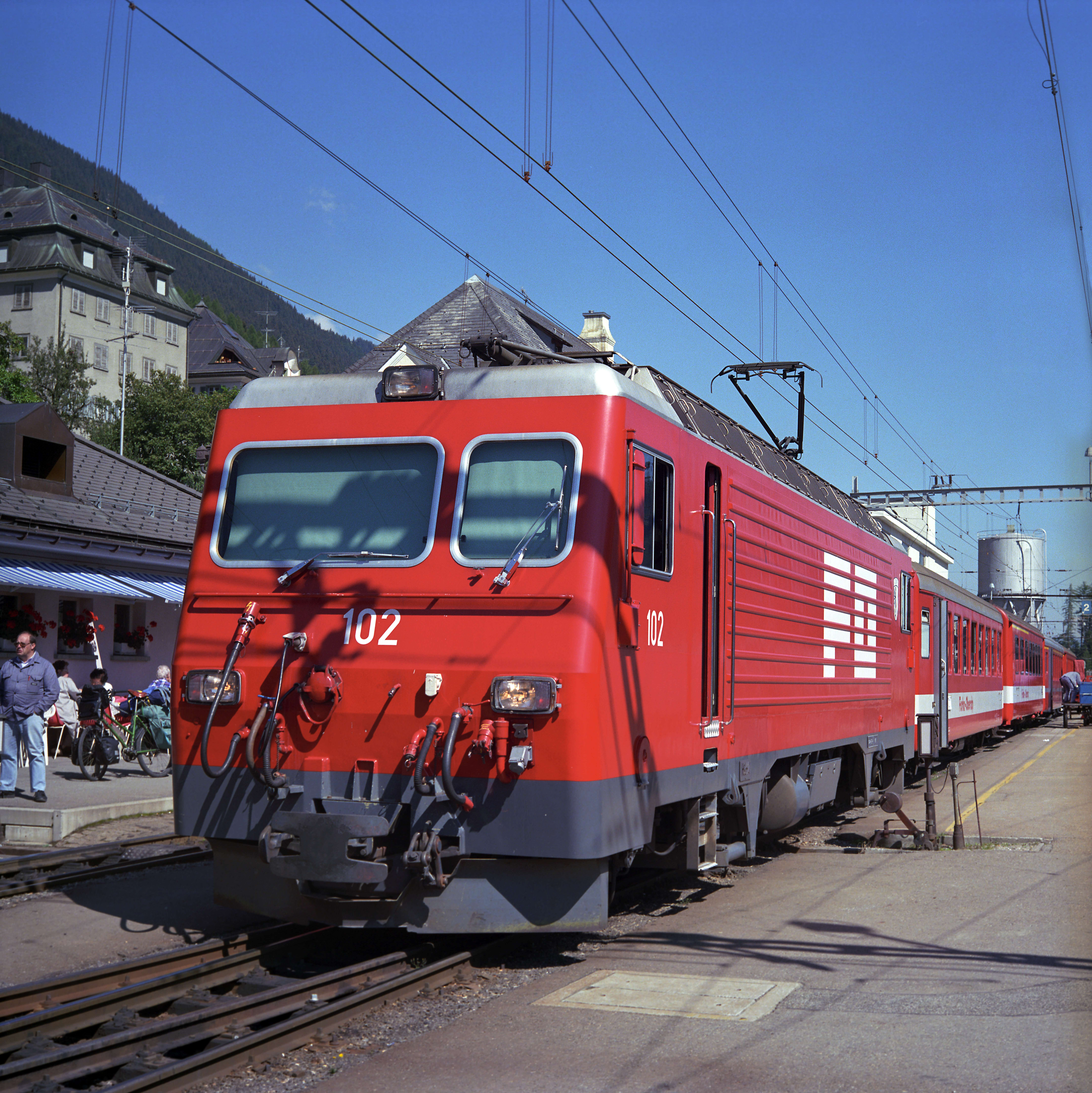
FO 102 (Bf Disentis, 1996)

*) Die Kästen der Lokomotiven 1951 und 1952 wurden mit neuen Drehgestellen (System Abt) und Transformatoren (11 kV) zu FO 104 und 105, die Prototypdrehgestelle (System Riggenbach) und Transformatoren (15 kV) wurden bei den letzten beiden Serienloks der Brünigbahn eingebaut. Die Lokomotive 105 wurde bei dem Unfall im Stephan-Holzer-Tunnel bei Oberwald am 3. Juli 2020 schwer beschädigt.